# Constantia Czirenberg
Constantia Czirenberg (* 6. Oktober 1605; † 17. Januar 1653) war eine deutsche Musikerin und Sängerin in Danzig.

## Leben
Constantia Czirenbergs Vater Johann Czirenberg (Zierenberg) war Bürgermeister von Danzig, ihre Mutter Anna eine Schwester des Bürgermeisters Ernst Kerl.
Constantia Czirenberg erhielt eine hervorragende Ausbildung. Sie beherrschte fließend Polnisch, Französisch, Italienisch und Lateinisch. Sie spielte Clavichord und begleitete sich selbst zum Gesang. Sie trat damit häufig in Danziger Gesellschaften auf.
Ihr Gesang und ihr Erscheinungsbild riefen bei auswärtigen Besuchern höchste Begeisterung hervor, während in der lokalen Berichterstattung aus Danzig heute keine Nachrichten mehr über sie bekannt sind.
Der italienische Musikverleger Filippo Lomazzo widmete ihr 1626 eine Sammlung von über 30 Motetten und Madrigalen der wichtigsten Mailänder Komponisten wie Andrea Cima mit einer langen Lobrede auf ihre Stimme, sowie zwei weiteren Lobtexten von italienischen Poeten. Es ist nicht bekannt, wie ihre Kunst in Italien Bekanntheit erlangte.
Der französische Gesandtschaftssekretär Charles Ogier beschrieb 1635 in einem Tagebuch seine Erlebnisse in Danzig und lobte Constantia darin ausführlich. Er bezeichnete sie darin als baltische Sirene (sireni balticae).  Ogier berichtete, sie genösse am polnischen Hofe und beim König Władysław IV. höchstes Ansehen. Bei einem Empfang für den König in Danzig saß sie als einzige in dessen unmittelbarer Nähe und beeindruckte ihn mit ihrem Gesang.
Über mögliche Aufenthalte von Constantia Czirenberg in Warschau oder an anderen Orten außerhalb Danzigs gibt es aber bisher keine konkreten Informationen.
Constantia Czirenberg war mit Siegmund Kerschenstein (Zygmunt Kirszensztein; 1583–1646) seit 1628 verheiratet. Sie hatten mehrere Kinder.